# Josef Čapek
Pour les articles homonymes, voir Josef Čapek (football) et Čapek.

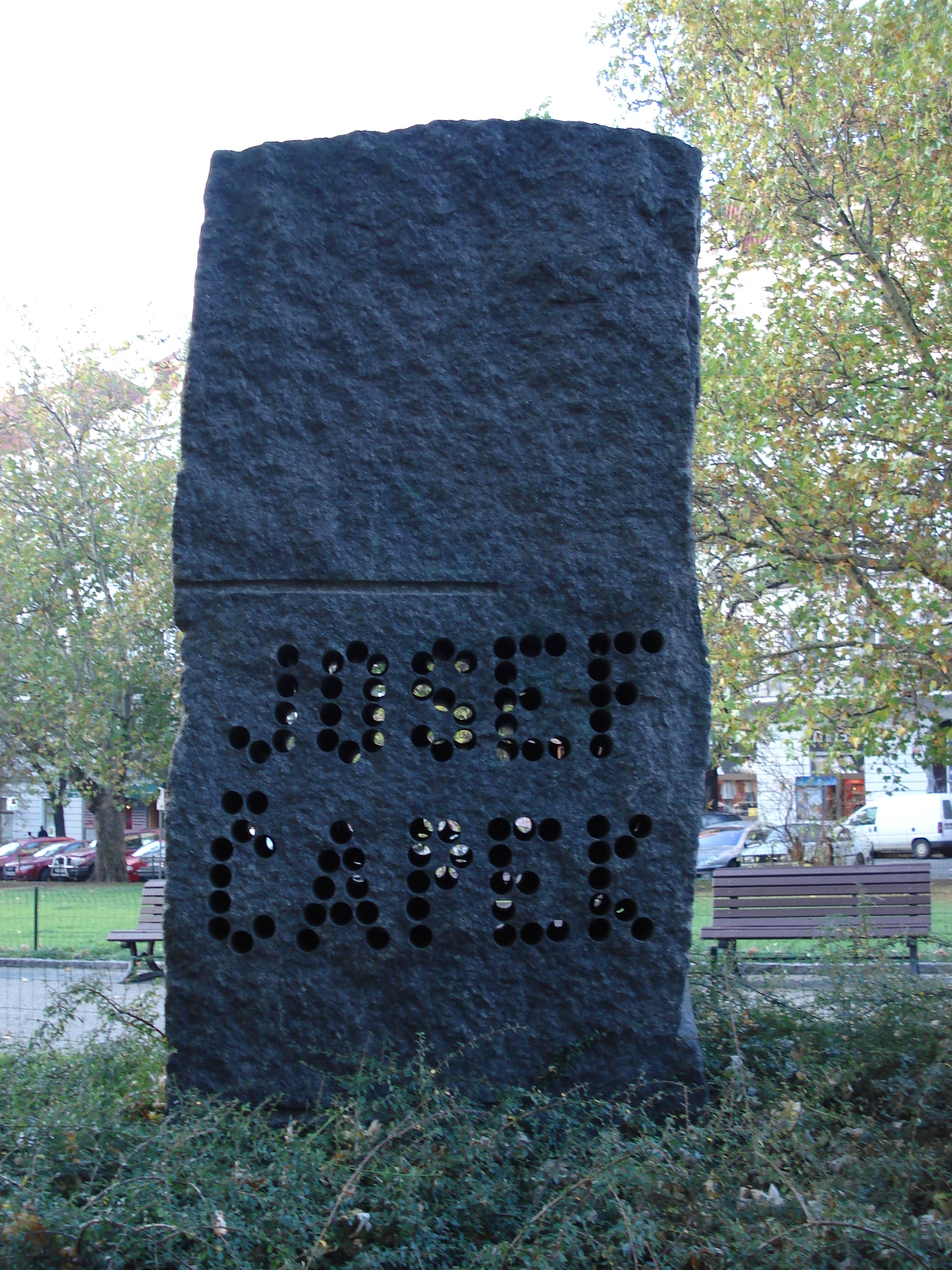
Mémorial dédié aux frères Čapek, Prague.

Josef Čapek, né le 23 mars 1887 à Hronov et mort en avril 1945 à Bergen-Belsen, est un peintre, écrivain, photographe et illustrateur tchécoslovaque. Il est le frère aîné de l'écrivain Karel Čapek qui le désigne comme le réel inventeur du mot « robot ».

## Biographie
Joseph est l'enfant du docteur Antonín Čapek et de sa femme Božena. Il passe sa petite enfance à Malé Svatoňovice près de Trutnov avec sa sœur aînée Helena (née en 1886). Il va à l'école primaire puis secondaire à Trutnov et suit l'école technique allemande de tissage à Vrchlabí entre 1900 et 1903 après quoi, on le retrouve à Prague faisant du journalisme (il est critique d'art, entre autres pour Lidové noviny).
Sa première exposition date de 1912. Il se fait connaître comme peintre cubiste.
Il a créé quelques groupes artistiques dans l'entre-deux-guerres, alors pour Prague une période de faste et de prospérité et surtout de bouillonnement artistique. Josef Čapek devient membre du cercle artistique Mánes, dont le but est la défense et l'illustration des arts appliqués en Bohême et qui réunit l'élite artistique tchèque.
De 1921 à 1939, il est rédacteur de la revue Národní listy et contribue aux pages culture du journal Lidové noviny et à diverses revues artistiques comme Umělecký měsíčník (le mois des arts), Volné směry (les voies libres) parfois comme illustrateur ou caricaturiste.
Il est également durant ces années d'entre-deux-guerres, conseiller artistique pour le Théâtre national de Prague, le Théâtre national de Brno et le Théâtre municipal de Vinohrady.
Il est arrêté pour activités anti-fascistes et envoyé en camp de concentration en 1939 peu après l'invasion de la Tchécoslovaquie qui fait suite aux accords de Munich. Il meurt au camp de Bergen-Belsen en avril 1945.

## Peinture
Josef Čapek est élève en 1910 et 1911 à Paris de l'académie Colarossi. Durant son séjour dans cette ville, il entre en contact avec le cubisme, mais, avant tout, il s'intéresse à l'art primitif, qu'il découvre au musée du Trocadéro, particulièrement à l'art africain.

## Œuvres
- Lelio, 1917
- Stín kapradiny, 1930, roman
- Kulhavý poutník (le pèlerin boiteux), essais, 1936
- Básně z koncentračního tabora (Poèmes du Camp de Concentration), posthume 1946
- Adam Stvořitel (Adam Createur) - avec Karel Čapek
- Dášeňka, čili život štěněte (Dashenka, ou la vie d'un jeune chiot) - avec Karel Čapek